# Pantograf (transport)

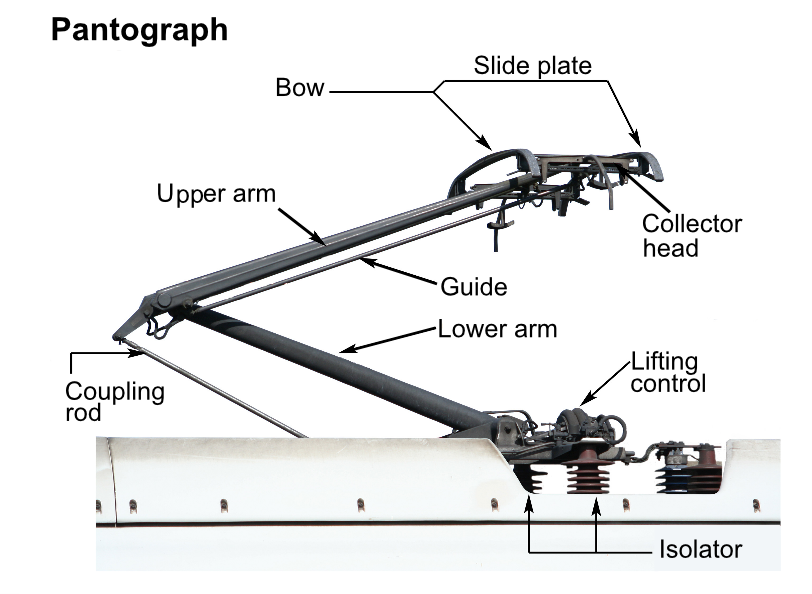
Pantograf Intercity Experimental ICE 3

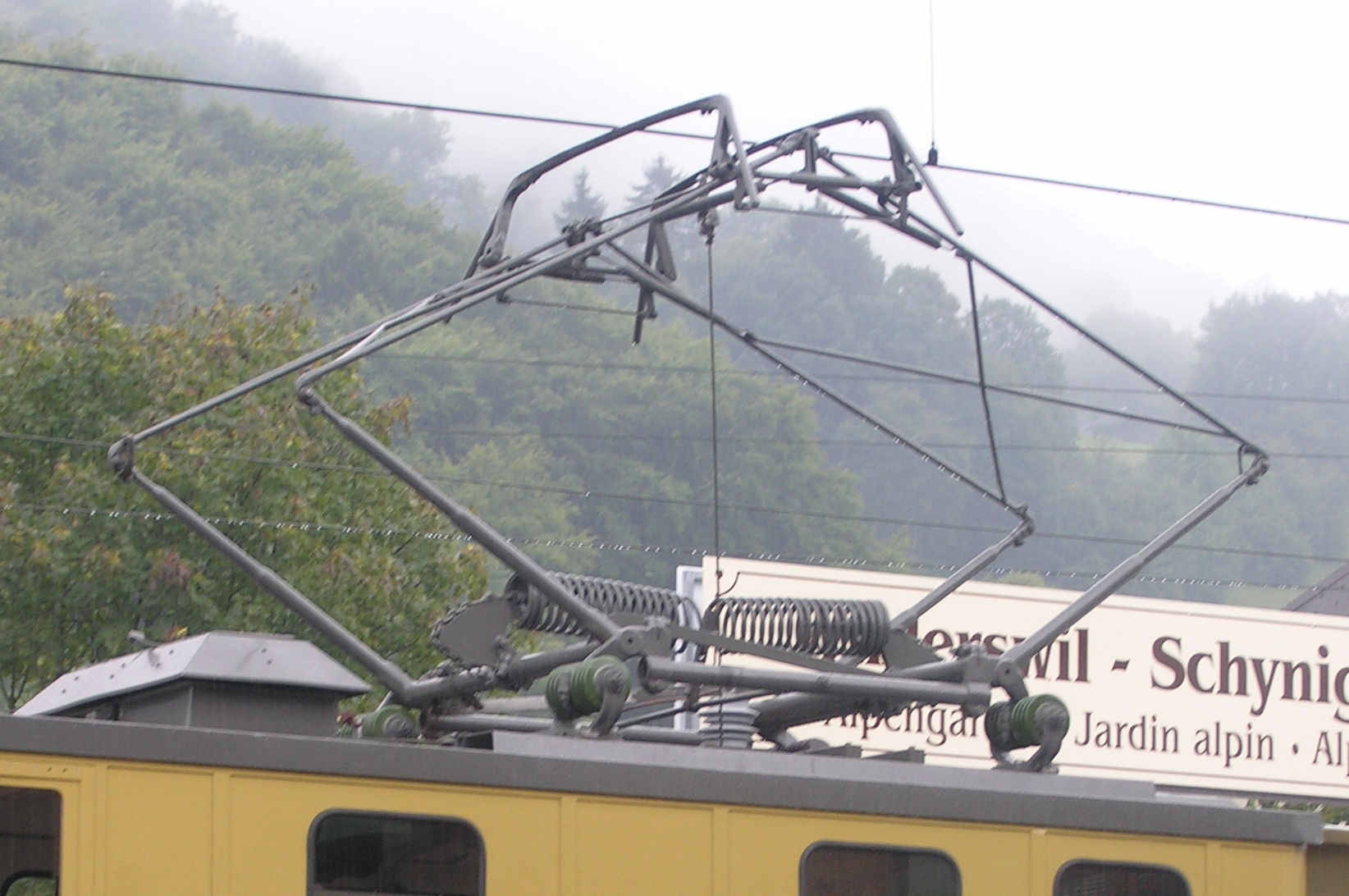
Pantograf elvețian din 1911

Un pantograf este un dispozitiv montat pe acoperișul unui tren electric, tramvai, troleibuz sau autobuz electric pentru a asigura energia electrică necesară prin contactul cu o linie aeriană. Astfel pantograful asigură contactul dintre instalația electrică a unor vehicule electrice și rețeaua de alimentare. Autobuzele și trenurile electrice cu baterie se încarcă la stațiile de încărcare. Este un tip comun de colector. De obicei, se folosește un fir simplu sau dublu, cu curentul de retur care rulează prin intermediul șinelor. Termenul provine de la asemănarea vizuală cu pantografele mecanice utilizate pentru copierea scrisului de mână și a desenelor.

Definiție alternativă:
PANTOGRÁF, pantografe, s. n. 1. Aparat folosit pentru reproducerea unui desen, a unui plan etc. la aceeași mărime cu un model dat sau la o scară diferită de a modelului. 2. Dispozitiv montat pe acoperișul unor vehicule electrice, care face contactul între instalația electrică a vehiculului și rețeaua electrică fixă de alimentare. – Din fr. pantographe.